# Mengszan
Mengszan (hangul: 맹산군, Mengszan-kun, handzsa: 孟山郡, RR: Maengsan-kun, ’megingathatatlan hegy’) megye Észak-Koreában, Dél-Phjongan (P'yŏngan) tartományban. 1415-ben Mengdok (맹덕; 孟德, Maengdok) területének egy részét leválasztva hozták létre, ekkor nyerte el mai nevét.

## Földrajza
Északról Njongvon (Nyŏngwŏn) megye, nyugatról Tokcshon (Tŏkch'ŏn) városa és Pukcshang (Pukch'ang) megye, délről Sinjang (Sinyang), keletről Dél-Hamgjong (Hamgyŏng) tartomány Jodok (Yodŏk) megyéje határolja.
Legmagasabb pontja az 1593 méter magas Tounbong (더운봉; 더운峯, Tŏunbong).

## Közigazgatása
1 községből (up (ŭp)), 24 faluból (ri (ri)) áll:
| - Mengszan-up (맹산읍; 孟山邑, Maengsan-ŭp) - Kvanghva-ri (광화리; 廣和里, Kwanghwa-ri) - Kijang-ri (기양리; 岐陽里, Kiyang-ri) - Tehung-ri (대흥리; 大興里, Taehŭng-ri) - Rjongun-ri (령운리; 嶺雲里, Ryŏngun-ri) - Rjongam-ri (룡암리; 龍巖里, Ryongam-ri) - Mehjang-ri (매향리; 梅香里, Maehyang-ri) - Szemaul-ri (새마을리; 새마을里, Saemaŭlri-ri) - Szonggvang-ri (송광리; 松廣里, Songgwang-ri) - Szongszan-ri (송산리; 松山里, Songsan-ri) - Szudzson-ri (수전리; 水田里, Sujŏn-ri) - Siok-ri (시억리; 柴億里, Siŏk-ri) - Sinszang-ri (신상리; 新上里, Sinsang-ri) | - Sinhung-ri (신흥리; 新興里, Sinhŭng-ri) - Jangszan-ri (양산리; 羊山里, Yangsan-ri) - Juszung-ri (유승리; 遊勝里, Yusŭng-ri) - Unpho-ri (은포리; 隱浦里, Ŭnp'o-ri) - Inhung-ri (인흥리; 仁興里, Inhŭng-ri) - Csangdong-ri (장동리; 長洞里, Changdong-ri) - Csongphjong-ri (정평리; 貞坪里, Chŏngp'yŏng-ri) - Csupho-ri (주포리; 朱浦里, Chup'o-ri) - Csunghung-ri (중흥리; 中興里, Chunghŭng-ri) - Csiszong-ri (지성리; 智城里, Chisŏng-ri) - Phjongdzsi-ri (평지리; 坪地里, P'yŏngji-ri) - Phungnim-ri (풍림리; 豊林里, P'ungrim-ri) |

## Gazdaság
Mengszan (Maengsan) megye gazdasága élelmiszeriparra, textiliparra, építőanyag- és papírgyártásra, illetve gyógyszeriparra épül.

## Oktatás
Mengszan (Maengsan) megye 1 földművelési főiskolának, 20 általános és 14 középiskolának ad otthont.

## Egészségügy
A megye számos egészségügyi intézménnyel rendelkezik, köztük 1 megyei kórházzal.

## Közlekedés
A megye közutakon a szomszédos helységek felől közelíthető meg. A megye vasúti kapcsolatokkal nem rendelkezik.